# Ceryx fata
Ceryx fata är en fjärilsart som beskrevs av Swinhoe 1892. Ceryx fata ingår i släktet Ceryx och familjen björnspinnare. Inga underarter finns listade i Catalogue of Life.